# Jean Jung
Jean Geoffroy Jung (* 11. Juli 1896 in Molenbeek-Saint-Jean, Belgien; † 29. August 1977 in Paris) war ein französischer Geologe und Petrograph.

## Leben
Jung wurde am 11. Juli 1896 als Sohn elsässischer Eltern in Molenbeek-Saint-Jean bei Brüssel geboren. 1917 trat er in das 8. Regiment der Zuaven der marokkanischen Division ein und beendete den Ersten Weltkrieg mit dem Croix de guerre, der Médaille des engagés volontaires und der Médaille des évadés. Als er 1919 in Straßburg aus der Armee entlassen wurde, begann er ein Universitätsstudium der Industriechemie an der wissenschaftlichen Fakultät der Universität Straßburg, wechselte jedoch bald darauf zu den Geowissenschaften und wurde von renommierten Lehrern wie Georges Friedel in Mineralogie, Maurice Gignoux in Stratigraphie und Jacques de Lapparent in Petrographie unterrichtet. 1921 machte er seinen Abschluss in Ingenieurgeologie. De Lapparent stellte ihn 1920 als Präparator sowie 1923 als Leiter praktischer Arbeiten ein. Im selben Jahr erwarb er die Licence in den Naturwissenschaften. 1928 wurde er mit der Dissertation Contribution à l’étude des Vosges hercyniennes d’Alsace zum Docteur ès sciences promoviert. 
Ab 1930 wurde er als Nachfolger von Gignoux Dozent für Geologie an der École nationale supérieure du pétrole in Straßburg. Zur Untermauerung des Unterrichts unternahm er Studienreisen nach Rumänien und in die Sowjetunion, anschließend Expeditionen in den Nahen Osten, in den Iran, nach Nordafrika, in den Senegal, nach Gabun, in den Kongo und auch nach Aquitanien. Durch den Kontakt mit Erdölförderen entdeckte er die Möglichkeiten der Geophysik zur Untersuchung tieferer, für den Geologen unzugänglicher Strukturen der Erdkruste. 1933 verließ er Straßburg, um den Lehrstuhl für Geologie und Mineralogie der Universität Clermont-Ferrand zu übernehmen, den er bis 1948 innehatte. Dort spezialisierte er sich am Geologielabor der wissenschaftlichen Fakultät auf die Erforschung von kristallinen Böden und organisierte Exkursionen quer durch das Zentralmassiv. Zudem führte er ein Diplom für petrographische Geologen sowie ein postgraduales Studium ein, das zur Ausbildung von Geologen für die Überseedienste diente.
1935 veröffentlichte Jung das Buch Principes de la Géologie du Pétrole, eine wegweisende Arbeit, die mangels neuer Daten erst dreißig Jahre später weiterverfolgt wurde.
Jung widmete sich der Entwicklung des Studiums der kristallophyllitischen Serien, wo er einerseits die Konzepte von Ulrich Grubenmann und Paul Niggli oder von Cecil Edgar Tilley und George Barrow über die Kriterien der Intensität des Metamorphismus und andererseits die Ideen von Jakob Johannes Sederholm und anderen Skandinaviern über Granitisierung und Migmatisierung integrierte. Diese Konzepte beeinflussten nicht nur eine ganze Generation von Petrographen in Frankreich und dessen Überseegebiete, sondern dienten häufig auch international als Leitlinie.
Parallel dazu erstellte Jung ein Strukturschema der Herkynischen Kette im Zentralmassiv und in den Vogesen, in dem er die Existenz von Randketten um einen alten Kern an der Achse von der Auvergne zu den Vogesen nachwies. 1946 fasste Jung alle damals vorhandenen regionalen Kenntnisse in der Schrifft Géologie de l'Auvergne et de ses confins bourbonnais et limousins zusammen.
1948 wurde Jung als Maître de conférences nach Paris berufen, wo er die Nachfolge seinen ehemaligen Lehrers Jacques de Lapparent als Leiter des Petrographie-Labors der Sorbonne übernahm. Zwei Jahre später wurde er dort zum Professor befördert und von 1961 bis 1966 hatte er den Lehrstuhl für Geologie inne, der durch die Pensionierung von Pierre Pruvost frei geworden war. 
Mit einem neuen Team, ohne jedoch seine Forschung in den Vogesen und in der Auvergne aufzugeben, wandte er sich den Aspekten des Vulkanismus und der Definition von Magmatischen Provinzen zu.
Als Petrograph und Spezialist für metamorphe und granitische Gesteine veröffentlichte Jung eine Reihe von Lehrbüchern, darunter Principes de Géologie du Pétrole (1935), Géologie de l’Auvergne (1946), Introduction à l’étude zonéographique des formations cristallophylliennes (in Zusammenarbeit mit Maurice Roques, 1952), Précis de Pétrographie (1958, 1962), Classification modale des roches éruptives (in Zusammenarbeit mit Robert Brousse, 1959) und Les provinces magmatiques du volcanisme récent de la France (in Zusammenarbeit mit Robert Brousse, 1961).

## Auszeichnungen
Neben seinen Kriegs-Auszeichnungen war Jung Ritter der Ehrenlegion, Offizier des Bildungsministeriums sowie Ritter des Ordens des Schwarzen Sterns von Benin. 1930 wurde er mit dem Prix l’Abbey der Académie des sciences, 1932 mit dem Prix Viquesnel der Société géologique de France, 1948 mit dem Prix Mège der Académie des arts, sciences et belles-lettres de Clermont, 1968 mit dem Prix Gaudry der Société géologique de France, 1968 mit der Emanuel-Boricky-Medaille der Karls-Universität in Prag sowie 1970 mit dem Lalande-Preis der Académie des sciences ausgezeichnet.
Jung war Ehrenmitglied der Société géologique de Belgique, hatte 1953 den Vorsitz der Société géologique de France und 1958 den Präsidentschaft der Société française de minéralogie et de cristallographie inne. Zudem war er Professor ehrenhalber an der naturwissenschaftlichen Fakultät der Universität Clermont-Ferrand und an der Sorbonne.